# Mangalica

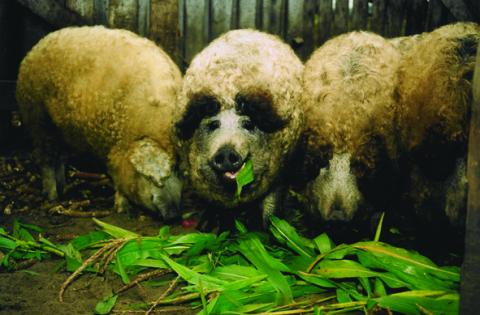
Esemplari di Mangalica

Il Mangalica è una razza di maiale molto diffusa nella zona dei Balcani e dell'Ungheria.

## Caratteristiche
Ne esiste una variante bianca o bionda, una nera (pancia di rondine) ed una rossa. Possiede due tipi di setole, alcune corte e altre molto lunghe e sottili, che gli fanno assumere una fitta e voluminosa peluria, adatta a proteggersi dal freddo. Al pari dei cinghiali, i suinetti di questa razza nascono con un mantello striato.
Può raggiungere anche 300 kg di peso e lo strato di lardo può arrivare anche a 20 cm di spessore. Prima che si diffondessero le razze britanniche la sua carne era molto apprezzata per la produzione di salame ungherese.
Sull'orlo dell'estinzione, dagli anni novanta, grazie al contributo di una azienda spagnola "Monte Nevado", è stato possibile un processo di recupero della specie. Attualmente sono allevati circa  60.000 maiali di questa razza in Ungheria, Austria, Germania e Svizzera. L'azienda spagnola "Monte Nevado" è stata insignita  dal governo ungherese della Croce al merito.